# Olika

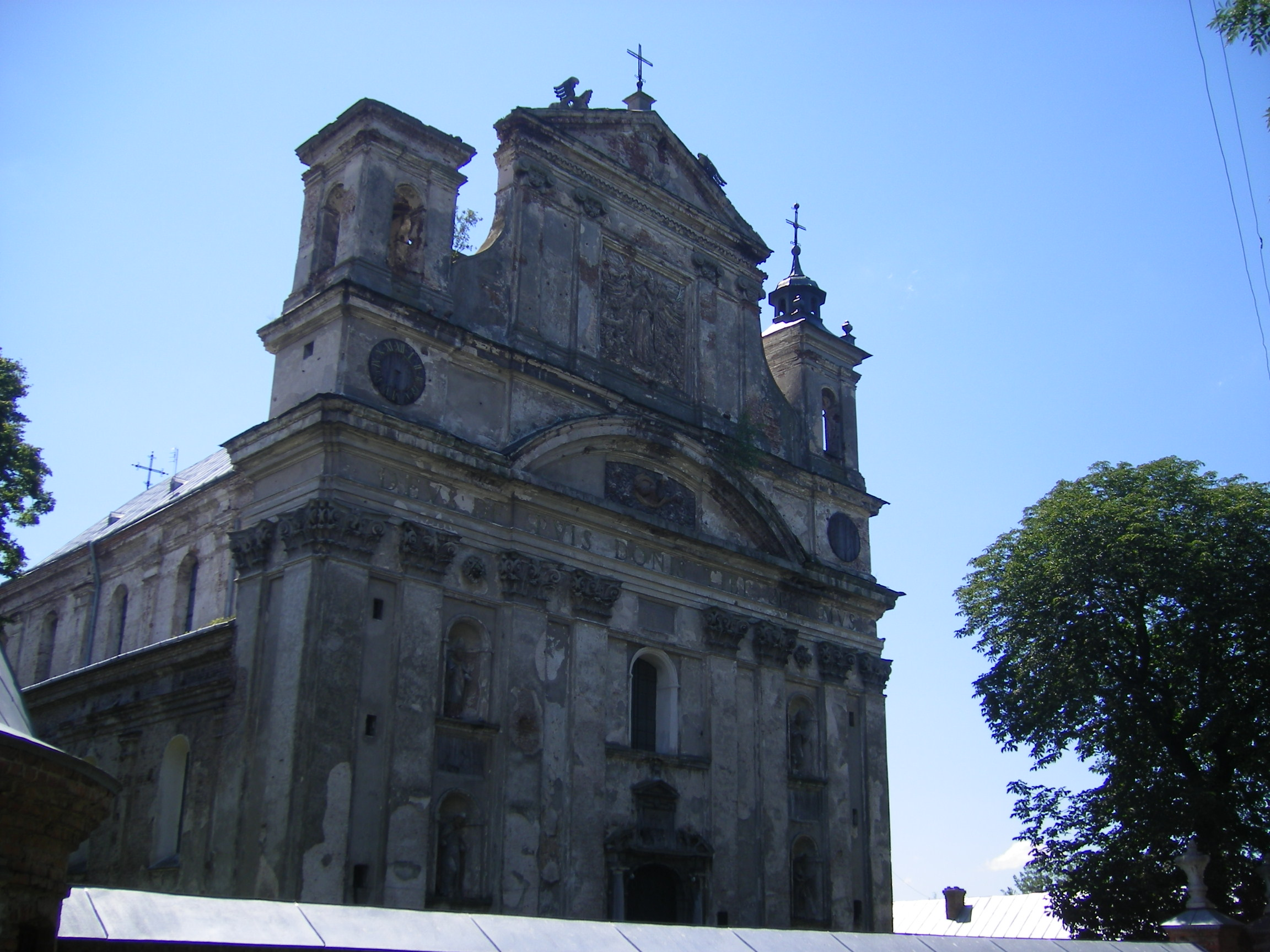
A barokk plébániatemplom

Olika (Олика, oroszul Олыка, lengyelül Ołyka) városi jellegű település Ukrajna Volinyi területének Lucki járásában. 

## Fekvése

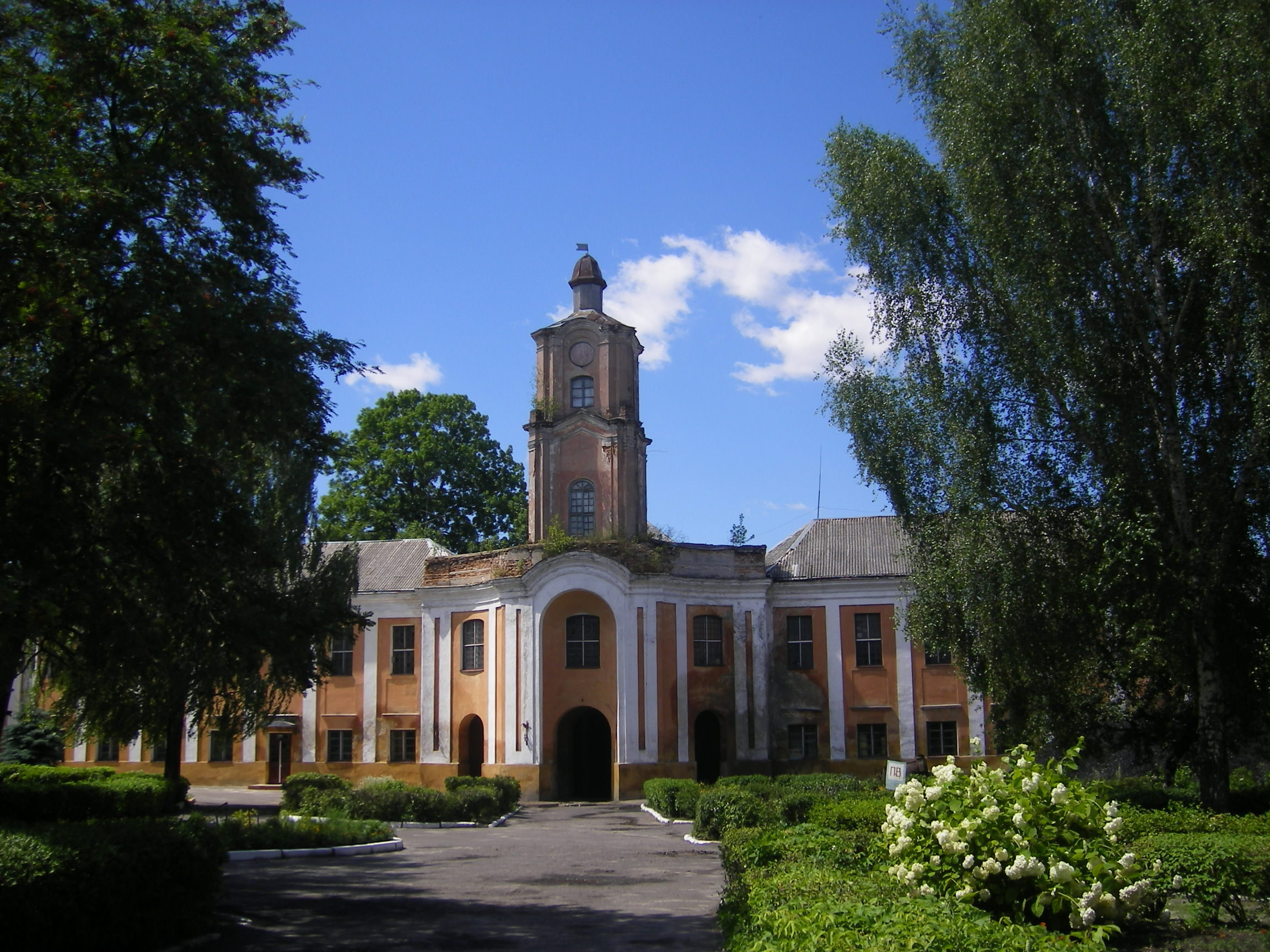
A régi kastély főépülete

A Putilivka-patak partján fekszik, Lucktól 30 km-re keletre. A 2001-es népszámláláskor 3,3 ezer lakosa volt. Nagy történelmi múltra tekint vissza, mint a befolyásos Radziwiłł-mágnásdinasztia egyik egykori központja. Számos műemlékkel rendelkezik. Téglagyártás, lótenyésztés. 

## Története
A település első írásos említése 1149-ből származik. A 14. században a Litván Nagyfejedelemséghez került, majd 1569 után Lengyelországhoz. Kezdetben a Kiszka, 1533-ban pedig a Radziwiłł-család birtoka lett. A 16. század második felében a reformáció egyik volhíniai központja lett. 1648-ban Bohdan Hmelnickij felkelői felégették, de hamarosan újjáépült és 1654-ben a városi jogokat is megkapta. A 17. század második fele volt a fénykora, ekkor épült barokk plébániatemploma és kastélya is. Volhínia egyik legjelentősebb települése volt ebben az időben. 1795-ben, Lengyelország harmadik felosztásakor Oroszországhoz került. A hanyatlást fokozta, hogy 1915-1916-ban a frontvonalba kerülve súlyos károkat szenvedett. 1919-1939 között Lengyelországhoz tartozott, majd 1939 szeptemberében az Ukrán SZSZK-hoz csatolták. A szovjet időszakban megfosztották az arisztokratákat birtokaiktól, egykori kastélyukban kórházat alakítottak ki. Az 1950-es években járási székhely volt. 

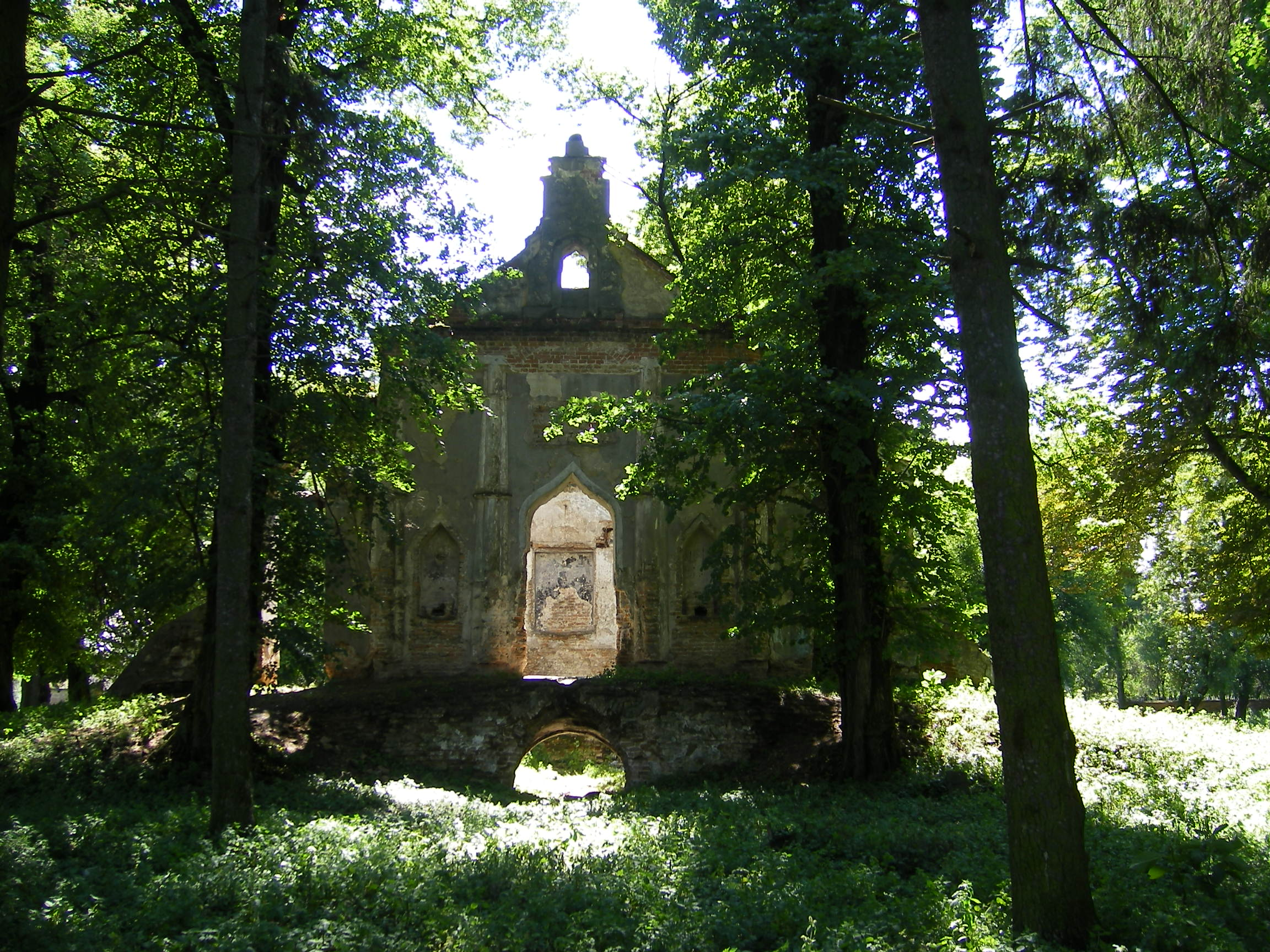
A régi temetőben levő templom romjai

## Látnivalók
Olika legismertebb műemléke az itáliai építészek által emelt barokk Szentháromság-templom, melyet magas fal vesz körül, napjainkban meglehetősen elhanyagolt állapotban van. A kórházként használt kastélyt a régi erőd falmaradványai és park veszi körül. A libalegelőnek és szemétlerakóhelynek is használt régi temetőben levő templomnak csak romjai állnak. Meg kell még említeni a Péter-Pál-templomot, az ortodox templomot, valamint az egykori városkaput is a látnivalók között. A Cumanyba vezető utat még a Radziwiłłek építtették hatszögletű útkövekből. Történelmi múzeuma is van.

## Külső hivatkozások
- Olika nevezetességei (ukránul)